# Lourba Leten
Lourba Leten (Lourbaleteo, Lourbaleten, zu deutsch: Ober-Lourba) ist eine osttimoresische Aldeia im Suco Lourba (Verwaltungsamt Bobonaro, Gemeinde Bobonaro). 2015 lebten in der Aldeia 397 Menschen.

## Geographie
Lourba Leten liegt im Norden des Sucos Lourba. Östlich liegt die Aldeia Sordoli, südlich die Aldeia Zo-Belis und westlich die Aldeia Gumer. Im Norden grenzt Lourba Leten an den Suco Soileco. Von Westen her durchquert die Überlandstraße aus Maliana die Aldeia im Süden und führt weiter nach Osten. An ihr liegt der Ort Lourba. Hier befinden sich der Sitz des Sucos, eine Kapelle und eine Grundschule (Escola Basica Nazare Lourba).

## Politik
2023 wurde Apolinario Soares Guteres zum Chefe de Aldeia gewählt.